# Бриория двуцветная
Брио́рия двуцве́тная (лат. Bryoria bicolor) — лишайник семейства Пармелиевые (Parmeliaceae), вид рода Бриория (Bryoria).

## Описание
Кустистый лишайник. Высота жёсткого кустистого таллома, чёрного или тёмно-коричневого у основания и более светлого, оливкового или светло-коричневого цвета в верхней части, составляет до 4 сантиметров. Округлые, слегка сжатые у основания ветви достигают 0,2—0,5 мм в диаметре. На ветвях — множество небольших, толщиной 0,03—0,08 мм, колючек.

## Распространение и экология
Вид распространён в Западной и Центральной Европе, Северной Америке, Юго-Восточной Азии и Африке. В России встречается в Карелии, Мурманской области, на Северном и Южном Урале, на Кавказе, Дальнем Востоке, в Арктике и в высокогорных районах Сибири.
Произрастает в горных тундрах на почве, на замшелых камнях и скалах. Намного реже наблюдается произрастание бриории двуцветной на коре деревьев.

## Статус
Бриория двуцветная находится под охраной во многих регионах России, в частности, включена в Красную книгу Мурманской области, республики Бурятия и Камчатки. Охрана и контроль за популяцией бриории двуцветной производятся в Кроноцком государственном природном биосферном заповеднике, Быстринском природном парке, Байкальском биосферном заповеднике, в ООПТ Мурманской области — «Место произрастания Бриории двуцветной у горы Видпахк».